# Boukary Dramé
Boukary Dramé (ur. 22 lipca 1985 w Villepinte) – senegalski piłkarz występujący na pozycji obrońcy.

## Kariera klubowa
Dramé urodził się we Francji, jako syn senegalskich imigrantów. Zawodową karierę rozpoczynał w sezonie 2005/2006 w pierwszoligowym klubie Paris Saint-Germain. W Ligue 1 zadebiutował 10 września 2005 w wygranym 1:0 spotkaniu z RC Strasbourg. W 2006 roku zdobył z zespołem Puchar Francji, po pokonaniu w jego finale 1:0 FC Metz. W sezonie 2005/2006 rozegrał 4 ligowe spotkania, a w następnym zagrał w 20 ligowych meczach.
Latem 2007 przeszedł do FC Sochaux-Montbéliard, również grającego w Ligue 1. Pierwszy ligowy mecz zaliczył tam 4 sierpnia 2007 przeciwko Paris Saint-Germain (0:0). Sezon 2008/2009 spędził na wypożyczeniu w hiszpańskim drugoligowcu – Realu Sociedad, gdzie rozegrał jedno ligowe spotkanie. Latem 2009 roku powrócił do Sochaux, w którym grał do końca sezonu 2010/2011.
W 2011 roku Dramé przeszedł do Chievo Werona, a w 2014 roku został zawodnikiem Atalanty BC. W 2018 grał w SPAL 2013.
| Sezon   | Klub                   | Kraj      | Rozgrywki        | Mecze | Bramki |
| ------- | ---------------------- | --------- | ---------------- | ----- | ------ |
| 2005/06 | Paris Saint-Germain    | Francja   | Ligue 1          | 4     | 0      |
| 2006/07 | Paris Saint-Germain    | Francja   | Ligue 1          | 20    | 0      |
| 2007/08 | FC Sochaux-Montbéliard | Francja   | Ligue 1          | 10    | 0      |
| 2008/09 | Real Sociedad          | Hiszpania | Segunda División | 1     | 0      |
| 2009/10 | FC Sochaux-Montbéliard | Francja   | Ligue 1          | 23    | 0      |
| 2010/11 | FC Sochaux-Montbéliard | Francja   | Ligue 1          | 26    | 2      |
| 2011/12 | Chievo Werona          | Włochy    | Serie A          | 18    | 1      |
| 2012/13 | Chievo Werona          | Włochy    | Serie A          | 22    | 1      |
| 2013/14 | Chievo Werona          | Włochy    | Serie A          | 26    | 0      |
| 2014/15 | Atalanta BC            | Włochy    | Serie A          | 29    | 0      |
| 2015/16 | Atalanta BC            | Włochy    | Serie A          | 25    | 0      |
| 2016/17 | Atalanta BC            | Włochy    | Serie A          | 10    | 0      |
| 2017/18 | Atalanta BC            | Włochy    | Serie A          | 0     | 0      |
| 2017/18 | SPAL 2013              | Włochy    | Serie A          | 5     | 0      |

## Kariera reprezentacyjna
W reprezentacji Senegalu Dramé zadebiutował 17 sierpnia 2005 w zremisowanym 0:0 towarzyskim meczu z Ghaną. W 2006 roku został powołany do kadry na Puchar Narodów Afryki. Zagrał na nim jedynie w przegranym 0:1 meczu o 3. miejsce w turnieju z Nigerią.